# Pulske fortifikacije
Puljske fortifikacije ili fortifikacijski sustav Pule nastao je radi zaštite središnje ratne luke Austrougarske ratne mornarice. Ovaj se jedinstveni sustav obrane započeo graditi već od prve polovice 19. stoljeća, a razvijan je kroz sljedećih stotinu godina. Obrambeni sustav zauzimao je, naravno, puno veću površinu od samog grada te je strateški razmješten unutar Obalnog sektora Pula (njem. Küstenabschnitt Pola), koji je obuhvaćao čitavu južnu Istru, odnosno područje Puljštine.
Austrougarska ratna mornarica (njem. K.u.K. Kriegsmarine) podijelila je područje krunske zemlje Austrijskog primorja (njem. Österreichisches Küstenland) na nekoliko obalnih sektora (Küstenabschnitt). Obalni sektor Pula sa sjeverozapada graničio je s Obalnim sektorom Rovinj (njem. Küstenabschnitt Rovigno), a sa sjeveroistoka Obalnim sektorom Labin (njem. Küstenabschnitt Albona). Granica Obalnog sektora Pula polazila je linijom koja spaja luke Veštar (jugoistočno od Rovinja), selo Burići (južno od Kanfanara), Foli (sjeveroistočno od Svetvinčenta), Orihi, spuštajući se južno i prolazeći zapadno od Manjadvorci, istočno od Krnice sve do rta, odnosno uvale Kaval. Područje se stoga prostiralo na sjeveru do Barbarige i uvale sv. Jakova, na zapadu je obuhvaćalo otoke Brijuni, na jugu se protezalo do Premanturske punte, a na istoku do Šišana, Valture i Kavrana.
Sam obalni sektor bio je podijeljen u 16 obrambenih okruga (njem. Verteidigungsbezirk) koji su se od centra pulske luke spiralno udesno širili na ovom području. Okruzi su pratili obrambene fortifikacijske prstenove oko Pule koja je sa svojim zaljevom, pretvorenim početkom 20. stoljeća u prostranu luku, te izgrađenim snažnim sustavom modernih fortifikacija, tijekom 1. svjetskog rata postala utvrđeni grad, jedan od najbolje branjenih gradova Europe.
Od tri glavna obrambena fortifikacijska prstena Pule, dva su se nalazila na području samog grada dok se treći prostirao širom okolicom. Prvi, unutarnji obrambeni fortifikacijski prsten branio je najjužnije područje pulske luke (Obrambeni okrug I), a nalazio se istočno od centra grada na granici Obrambenog okruga I te (od sjevera prema jugu) okrugova IIIa, IV, V i VI. Drugi, srednji obrambeni fortifikacijski prsten pokrivao je unutarnji prsten i njegovo zaleđe prateći otprilike današnju administrativnu granicu Grada Pule. Nalazio se u i na granicama okrugova II, IIIa, IV, V, Va i Vb. Najveći treći, vanjski obrambeni fortifikacijski prsten polazio je od Malog Brijuna (tal. Brioni Minor) na zapadu preko Vodnjana na sjeveru sve do Valture na istoku, obuhvaćajući okrugove (od zapada prema istoku) VIII, XI, XII, XIII, XIV, XV i XVI. Ovaj vanjski prsten pulskih fortifikacija obuhvaća površinu od 40 tisuća hektara.
Uz ove obrambene okrugove i prstenove nalazio se i izdvojeni Obrambeni okrug IX koji je na sjeverozapadu obuhvaćao širi prostor Barbarige, štiteći ulaz u Fažanski kanal.
U razdoblju od 1813. do 1918. Austro-Ugarska Monarhija u Puli je podigla 26 odlično očuvanih velebnih utvrda, 8 topničkih bitnica, šezdesetak baterija, rovove, podzemne tunele itd. Lokalna legenda kaže kako su pulske utvrde bile sve međusobno povezane mrežom podzemnih tunela, a posebno je napeta legenda da je utvrda Maria Luisa na Muzilu povezana s Brijunima, ispod mora. U skladu s tadašnjim oružjem utvrde su građene kako bi odoljele svakom napadu. Bile su većinom kružne ili prstenaste kako bi se granate od njih odbijale. Svaka je utvrda na odličnoj poziciji. Većinom su to vidikovci s pogledom kakav se rijetko doživi. Tako su na Velom Brijunu Austrijanci izgradili čak četiri utvrde, a na Malom Brijunu vjerojatno je najveća, najvažnija i najjužnija točka obrane Austro-Ugarske Monarhije – utvrda Minor.

## Obrambeni okruzi

### Obrambeni okrug 1
Središte Obrambenog okruga I nalazilo se na mletačkoj utvrdi Kaštel na središnjem pulskom brežuljku te je obuhvaćalo kružno područje u kojem se nalazio čitav grad, polovica pulskog zaljeva i najjuže gradsko zaleđe. Na ovom su se području nalazila najvažnija ratna postrojenja uglavnom smještena u Arsenalu. Fortifikacije na ovom području su: Fort San Giorgio / Fort Monte Ghiro, Fort Monvidal, Fort San Michele, Fort Casoni Vecchi / Fort Monte Paradiso, Topnička bitnica Giorgetta (polupostojeći), Baterija Casoni Veechi / Baterija Monte Paradiso (nepostojeći), Topnička bitnica Corniale, Fort Kastell, Fort Bulevar (nepostojeći), Baterija Kastell (nepostojeći), Fort Monte Zaro (nepostojeći).

### Obrambeni okrug 2
Obrambeni okrug II sa sjeverozapada je graničio s Obrambenim okrugom I. Južna granica okruga spajala je rt Kumpar na Muzilu i otok Sv. Andrija, istočna granica spajala je otok sv. Andriju i Gürtelmunitionsmagazin, während der Ausrüstung hergestellt na području Vallelunge, a od te točke do uvale Salbuni (sjeverozapadno od Štinjana) prolazila je sjeverna granica. Zapadna granica bila je otvorena prema moru na kojem je dodirivala Obrambeni okrug VIII (otočje Brijuni). U ovom se okrugu nalazio ulaz u Pulsku luku (njem. Hafen von Pola) koji je sužen dugačkim lukobranom. Fortifikacija na ovom području su:  Fort Punta Christo, Fort Monte Munide / Fort Monte Munida (polupostojeći), Fort Zonchi (polupostojeći), Otporna točka Mosca (polupostojeći), Baterija Valmaggiore (polupostojeći), Baterija Monte Grosso (polupostojeći), Baterija San Maesta (polupostojeći), Baterija Stigano, Baterija Tub, Baterija Punta Christo North, Fort Kaiser Franz 1, Baterija Kaiser Franz 1, 2 baterija Kaiser Franz 1, Topnička bitnica Monte Turulla / Topnička bitnica Monte Turulu / Topnička bitnica Monte Torula (nepostojeći), Topnička bitnica Monte Castion, 3 baterija Kaiser Franz 1, Baterija Fuora, Baterija Orazevizza.

### Obrambeni okrug 3
Obrambeni okrug III nalazio se sjeverno od Obrambenog okruga II obuhvaćajući sjeverna područja: Šuride, Velog Vrha i Paganora. Tu se nalazio najzapadni dio srednjeg obrambenog fortifikacijskog prstena oko Pule. Fortifikacije na ovom području su: Fort Castelliere, Baterija Castelliere, Topnička bitnica Monte Grande (nepostojeći), Topnička bitnica Monte Cerella, Baterija Paganor (nepostojeći).

### Obrambeni okrug 3a
Na području Obrambenog okruga IIIa, koji je klinasto razdvajao obrambene okrugove III i IV. Fortifikacije na ovom području su: Fort Valmarin, Baterija Valmarin zapad, Baterija Valmarin istok, Baterija Monte Lesso, Baterija Vernale, Baterija Vernale zapad, Baterija Vernale istok, Otporna točka Monte Lesso, Baterija Vigulan.

### Obrambeni okrug 4
Obrambeni okrug IV nalazio se južno od Obrambenog okruga III i istočno od Obrambenog okruga I, na području Šijane, Komunala i Monte Turka. Na istoku je obuhvaćao Valtursko polje, a na ovom se području se nalaze: Fort San Daniele, Baterija Šijanska šuma (nepostojeći), Baterija San Daniele.

### Obrambeni okrug 5
Spiralno se prema jugu dalje nalazio Obrambeni okrug V koji je obuhvaćao široko područje Šikića, Škatara, Valdebeka i Vinkurana, Jadreška, odnosno jugoistočno pulsko zaleđe. Tu se nalazio jugoistočni segment srednjeg obrambenog fortifikacijskog prstena. Fortifikacije na ovim područjima su: Fort Turtian, Fort Castiun, Otporna točka Jadreški, Baterija Jadreški, Baterija Sichic, Baterija Castiun.

### Obrambeni okrug 5a
Obrambeni okrug Va nalazio se južno od obrambenih okrugova V i Vb. Sjeverozapadna granica prolazila je Verudskim kanalom, a jugoistočna Medulinskim zaljevom. Obuhvaćao je najjužniji dio istarskog poluotoka,  rt Kamenjak, a od većih naselja tu su se nalazili: Pomer,￼￼ Premantura, Banjole, Veruda, Monte Foibon, Marina. Na sjeverozapadnom dijelu završavao je srednji obrambeni fortifikacijski prsten. Fortifikacije na ovom području su: Fort Monte Gradina / Fort Monte Srodino (polupostojeći), Baterija Gomila (polupostojeći), Baterija Ruppe, Baterija Punta Carozza, Baterija Monte Kope, 2 baterija Monte Kope, Baterija Kamenjak, Baterija Safari, Baterija Premantura, Baterija Centar (nepostojeći), Baterija Stupice (nepostojeći), Baterija Corneale (polupostojeći), Otporna točka Corneale (polupostojeći), 2 baterija Kamenjak, 3 baterija Kamenjak.

### Obrambeni okrug 5b
Obrambeni okrug Vb nalazio se sjeverno od Obrambenog okruga Vb, istočno od Obrambenog okruga V i južno od Obrambenog okruga IV. Obuhvaćao je prostrano područje Medulina i Šišana sve do Kvarnera. Iako nije imao previše fortifikacijskih objekata, tu se nalazila važna točka za nadzor nad istočnim obalama južne Istre. Na ovom je mjestu nakon Drugog svjetskog rata JNA podigla ispod umjetnog brda, ispresijecanog složenim sustavom kanala, minijaturnu, ali funkcionalnu vojnu bazu sa spavaonicom za 24 vojnika, ambulantom, računalno-komandnim odjeljenjem, reflektorskom stanicom čiji je snop mogao dosegnuti pola Kvarnerskog zaljeva, s četiri topničke bitnice, ventilatorskom stanicom i spiralnim stepenicama koje su vodile 20-ak metara iznad - u osmatračnicu i komandni bunker. Ima tu još jedna fortifikacija, a to je Baterija Pecine.

### Obrambeni okrug 6
Obrambeni okrug VI obuhvaćao je južni dio gradskih područja: Bourguignon, Saccorgiana, Verudella. Ovdje se nalaze vjerojatno najpoznatije utvrde jer se nalaze u samom turističkom naselju, pa se relativno lako mogu dosegnuti. Na Monsivalu se nalazi utvrda koja se prvotno zvala Fort Monsival, ali je kasnije promijenila naziv u Fort Bourguignon, prema imenu jednog austrijskog časnika. Ipak, najvažniji fortifikacijski objekt na ovom području je Fort Verudella koji se nalazi na samom kraju istoimenog poluotoka. Danas se u njemu nalazi gradski akvarij. Uz ova dva važna objekta tu su još: Baterija San Giovanni, Baterija Bourguignon, Baterija Verudela, Bočna baterija Verudela, Baterija Sacorgiana (nepostojeći), Haubična baterija Verudella, Baterija Histria (nepostojeći), Baterija Brioni (nepostojeći), Baterija Marina.

### Obrambeni okrug 7
Obrambeni okrug VII obuhvaćao je zapadna gradska područja Musil, Vergarolu, Barake, Valkane, Valovine i Stoju. Strateški važan uzdignut poluotok Muzil nadgledao je istovremeno čitav Pulski zaljev na sjeveru te zaljev Brankoras na jugu. Na rtu Kumpar započinje više od 1000 metara dug lukobran koji suzuje prirodni ulaz u pulsku luku. Na ovom se području nalaze: Fort Stoja, Fort Mussil, Fort Maria Luisa, Fort Maximilian (nepostojeći), Fort Ovine / Fort Ovina, Baterija Fisella, Baterija Signole, Baterija San Pietro (nepostojeći), Baterija Maximilian (nije sačuvan),  2 baterija San Pietro (nepostojeći), 2 baterija Maximilian (nije sačuvan), Baterija Barake (nepostojeći), Baterija Val de Figo, Baterija Maria Louisa, 2 Baterija Louisa, Baterija Mussil (nepostojeći), Baterija Stoja (nepostojeći), Baterija Valdefora (nepostojeći), Baterija Zelenika (nepostojeći) Baterija Mužilj (nepostojeći), Baterija Muzil (nepostojeći), Baterija Vergarola (nepostojeći).

### Obrambeni okrug 8
Čitavo otočje Brijuni (tal. Brioni) nalazilo se unutar Obrambenog okruga VIII. Na Velom Brijunu (tal. Brioni Maior) tu su se nalazile važne utvrde. Na najvišoj točki otoka i čitavog arhipelaga nalazi se Fort Tegetthoff koji nadzira cjelokupno brijunski akvatorij zajedno s Fažanskim kanalom. Na jugu se nalazi Fort Peneda, a u potonjoj se nalazi vojarna Hrvatske vojske zadužena za sigurnost ljetne rezidencije predsjednika RH-a. Na Malom Brijunu nalazi se Fort Brioni Minor koji tijekom ljetne sezone ugošćuje Kazalište Ulysses. Ova utvrda predstavlja najzapadniju, morsku, točku vanjskog obrambenog fortifikacijskog sustava Pule, pored toga tu se nalaze: Baterija Minor, Baterija Naviglio, Baterija Cavarolla, Baterija San Nicolo, Baterija Monte Salvie, i još druge koje nisu sačuvane.

### Obrambeni okrug 9
Ovaj izdvojeni obrambeni okrug obuhvaća priobalje Barbarige na kojem se nalaze tri velike utvrde od kojih je najpoznatija Fort Monte Forno / Fort Monforno. U neposrednoj okolici utvrda nalaze se: Fort Caluzzi, Fort San Benedetto, Bočna baterija Barbariga, Fort Paravia jug, Otporna točka Forno / Monforno, Fort Paravia zapad, Fort Paravia istok, Baterija Punta Gustigna, Otporna točka Giacomo, Otporna točka Spinida, Otporna točka Bus, i mnogi drugi koji nisu sačuvani. Obrambeni okrug IX je najsjeverniji dio obrambenog sustava grada Pule.

### Obrambeni okrug 10
Obrambeni okrug X obuhvaćao je područje Valkana i Ferijalnog objekti na ovoj lokaciji su bili Topnička bitnica Saline (nepostojeći) i Baterija Ferijalni (nepostojeći)

### Obrambeni okrug 11
Obrambeni okrug XI nalazi se nasuprot Obrambenog okruga VIII koji se nalazi s druge strane Fažanskog kanala. Područje obuhvaća prostor sjeverno od Fažane sve do granice s Obrambenim okrugom XII zapadno od Vodnjana. Tu započinje najzapadniji kopneni dio trećeg, vanjskog pulskog obrambenog fortifikacijskog sustava Pule. Na najzapadnijoj točki, rtu Mrtulin, nalazi se Baterija Monte Mrtolin / Baterija Monte Mertolin koja je uz Fort Brioni Minor štitila ulaz u Fažanski kanal. Pokraj toga u Fažani se nalazi i Baterija Monte Gon / Baterija Gun, i još pojedini objekti koji nisu sačuvani.

### Obrambeni okrug 12
Obrambeni okrug XII nastavlja se istočno na Obrambeni okrug XI, a obuhvaća područje Vodnjana. Na ovom području nalazili su se brojni utvrđeni položaji koji su činili vanjski prsten oko Pule. Tu se nalazila vojna bolnica do izgradnje Mornaričke bolnice u Puli zajedno s garnizonom u samom Vodnjanu. 

### Obrambeni okrug 13
Obrambeni okrug XIII nalazio se između Obrambenog okruga XII na zapadu i Obrambenog okruga XIV na istoku. U ovom sustavu Austro-Ugarska Monarhija nije stigla napraviti fortifikaciju.

### Obrambeni okrug 14
Na istoku od Obrambenog okruga XIII nalazio se Obrambeni okrug XIV koji je obuhvaćao područje Galižane. Prema jugu se nastavljao u Obrambeni okrug IIIa. Naime fortifikacijski sustav znao je obuhvaćati područja na kojima Austro-Ugarska kroz povijest nije stigla sagraditi fortifikacije, na primjer kao na ovom području.

### Obrambeni okrug 15
Obrambeni okrug XV, pretposljednji u nizu spiralno poredanih obrambenih okrugova, obuhvaćao je područje Muntića s manjim fortifikacijskim objektima koji su nadzirali ujedno i Kvarnerski zaljev. Obrambeni okrug XV nastavljao se na jugoistoku na Obrambeni okrug XVI. Fortifikacije na ovom području su: Baterija Muntico i 2 baterija Muntico.

### Obrambeni okrug 16
Posljednji obrambeni okrug u obrambenom sustavu Pule bio je omeđen sa zapada Obrambenim okrugom XV, sa sjeveroistoka Obalnim sektorom Labin, s istoka Kvarnerom, a s jugozapada Obrambenim okrugom IV. Ovaj je okrug obuhvaćao područje Valture i Kavrana, te je nadgledao u kopno duboko uvučenu uvalu Budava. U ovom se području nalazi histarska gradina Nezakcij (Vizače). Objekt na ovim područjima su: Fort Altura, Fort Valtura, Fort Zokka, Fort Zotta, Baterija Cavran, Baterija Cap Compare, Baterija St Stephen.
Austro-Ugarska je sve fortifikacijske objekte i popratne objekte klasificirala u nekoliko razreda: Werk (Küstenfort) mit Panzer, Werk (Küstenfort) ohne Panzer, Batterie (Stützpunkt), Turm (Kastell), Untertritt (Beleuchtungsanlange), Noyauwachhaus, Bestehendes Noyauhindernis, Stützpunkt (während der Ausrüstung hergestellt), Batterie (während der Ausrüstung hergestellt), Verteidigungsbezirksgrenze, Bestehendes Gürtelmunitionsmagazin, Gürtelmunitionsmagazin (während der Ausrüstung hergestellt), Telephonzentrale (während der Ausrüstung hergestellt), Barackenlager, Verpfegsfilialmagazin, Neu hergerichtete Wege, Wasserleitung, Infanterielinien, bzw. Infanterieposten.

## Budućnost pulskih fortifikacija
Na početku Domovinskog rata Hrvatska vojska preuzela je nadzor nad svim vojnim, pa tako i fortifikacijskim objektima na području Pule. Uvidjevši da joj za borbene svrhe nije potrebna većina vojnih objekata, Hrvatska vojska odlučila je prepustiti vlasništvo nad tim objektima gradu Puli. Vojska je prosperitetnom ocijenila jedino lučicu Vergarolu u kojoj će se formirati nova vojna luka i središte vojno-pomorskog sektora Sjever. Budući da grad Pula nije osigurao novostečenu imovinu, a sami se stanovnici neodgovorno odnose prema povijesnom naslijeđu, danas se većina vojnih objekata nalazi u derutnom stanju.
Velebni austrougarski fortovi nesumnjivo predstavljaju jedinstveno i moćno povijesno naslijeđe. S ciljem promicanja i i čuvanja napuštenih vojnih objekata osnovana je Nacionalna udruga za fortifikacije Pula koja okuplja 35 zaljubljenika u vojnu arhitekturu i fortifikacijsku baštinu na području čitave Hrvatske.
U kolovozu i rujnu 2011. održana je na Brijunima 10. Međunarodna radionica arhitekture fortifikacija koja je okupila studente arhitekture, krajobrazne arhitekture i građevinarstva iz Hrvatske, Italije, Slovenije, Poljske i Ukrajine. Naslov jubilarne, desete po redu teme bio je Stručna i znanstvena istraživanja i izrada koncepcije primjerene uporabe austrougarskih fortifikacija u svrhu razvoja, zaštite, sanacije i prilagodbe fortifikacijske arhitekture suvremenim potrebama. U sklopu Međunarodne radionice održan je međunarodni stručno-znanstveni skup Fortifikacijska arhitektura – europsko kulturno naslijeđe s ciljem razmjene iskustava sa stručnjacima drugih zemalja koji se bave problematikom fortifikacija, rehabilitacije, prezentacije te upravljanja tim specifičnim povijesnim nasljeđem.

## Više informacija
- Povijest Pule
- Austrougarska ratna mornarica
- Fortifikacija
- Prvi svjetski rat
- Nacionalna udruga za fortifikacije Pula

## Vanjske poveznice
- Pulske fortifikacije Hrvatska tehnička enciklopedija, portal hrvatske tehničke baštine. LZMK